# Sultan bin Salman al-Saoed
Sultan bin Salman bin Abdulaziz al-Saoed (Arabisch: سلطان بن سلمان بن عبد العزيز آل سعود) (Riyad, 27 juni 1956) is een Saoedi-Arabisch voormalig ruimtevaarder en lid van het Huis van Saoed. Hij is de tweede zoon van Salman bin Abdoel Aziz al-Saoed, de koning van Saoedi-Arabië. In 1985 werd hij de eerste Arabier in de ruimte.
Sultan bin Salman zijn eerste en enige ruimtevlucht was STS-51-G met de spaceshuttle Discovery en begon op 17 juni 1985. Tijdens de missie werden er drie communicatiesatellieten in een baan rond de aarde gebracht. 